# اشنو
اُشنو، نام یک برند قدیمی سیگار ساخت شرکت دخانیات ایران است. دلیل نامگذاری آن استفاده از توتون مرغوب محصول شهر اشنویه بوده است. از ویژگی‌های این محصول بسته‌بندی کاغذی، ساده و بدون فیلتر بودن آن بود که قیمت آن را پایین نگاه می‌داشت و مردم قدرت خرید آن را داشتند. این سیگار در چهار نوع تولید شد شامل: اشنو، اشنوی ویژه (فیلتر دار)، اشنو نو و اشنو پارس.
با تصویب قانون انحصار دخانیات در ۲۶ اسفند ۱۳۰۷ در ایران توسط مجلس شورای ملی، سیگارت اشنو در بسته‌بندی‌های بیست عددی با قیمتی بسیار بالاتر از قبل از تصویب قانون، تولید و به بازار عرضه شد.

## فرهنگ عامه
از دهه ۳۰ به بعد اُشنوی ویژه، پرطرفدارترین برند برای اقشاری مثل دانشجویان بود. اشنوی ۵ ریالی در مقایسه با سیگارهای خارجی همچون وینستون در ایران با قیمت ۳۶ ریال گوی سبقت را ربوده بود.
اشنو همچنین سیگار مورد علاقهٔ جلال آل احمد بود. سیمین دانشور در خاطرات خود با اشاره به این موضوع، علت مرگ او را افراط در سیگار اشنو و قزوینکا اعلام کرده است.

## یادداشت
1. ↑  ودکای ساخت قزوین